# Ingo Kirsch
Ingo Kirsch es un deportista de la RDA que compitió en piragüismo en la modalidad de eslalon. Ganó una medalla de bronce en el Campeonato Mundial de Piragüismo en Eslalon, en la prueba de C1 individual.

## Palmarés internacional
| Campeonato Mundial | Campeonato Mundial | Campeonato Mundial | Campeonato Mundial |
| Año                | Lugar              | Medalla            | Competición        |
| ------------------ | ------------------ | ------------------ | ------------------ |
| 1961               | Hainsberg (RDA)    | Medalla de bronce  | C1 individual      |